# バイサラ (小惑星)
バイサラ (1573 Väisälä) は、小惑星帯に位置する小惑星の一つ。ベルギー王立天文台でシルヴァン・アランによって発見された。
数々の小惑星と2個の彗星を発見したフィンランドの天文学者、ユルィヨ・バイサラに因んで命名された。